# Fernanda Venturini
Fernanda Porto Venturini (Araraquara, 24 ottobre 1970) è un'ex pallavolista brasiliana.
Giocava nel ruolo di palleggiatrice.

## Vita privata
È sposata dal 1999 con l'allenatore Bernardo de Rezende, con il quale ha avuto due figlie, Julia e Vitoria.

## Palmarès

### Club
- Campionato brasiliano: 12

1988-89, 1989-90, 1990-91, 1993-94, 1994-95, 1995-96, 1996-97, 1997-98, 1999-00, 2002-03,
2003-04, 2005-06
- Campionato Carioca: 3

2000, 2004, 2005
- Campionato Paulista: 3

1989, 1990, 1991, 1995, 2002
- Campionato sudamericano per club: 4

1989, 1990, 1991, 1992
- Campionato spagnolo: 1

2006-07
- Coppa della Regina: 1

2006-07
- Campionato mondiale per club: 1

1991

### Nazionale (competizioni minori)
- Campionato sudamericano pre-juniores 1986
- Campionato mondiale juniores 1987
- Campionato mondiale juniores 1989
- Giochi panamericani 1991
- BCV Volley Cup 1994
- World Top Four femminile 1994
- BCV Volley Cup 1995

### Premi individuali
- 1993 - World Grand Prix: Miglior palleggiatore
- 1994 - World Grand Prix: MVP
- 1994 - World Grand Prix: Miglior palleggiatore
- 1995 - Superliga brasiliana: MVP
- 1995 - Superliga brasiliana: Miglior Palleggiatore
- 1995 - Superliga brasiliana: Miglior Servizio
- 1996 - Superliga brasiliana: MVP
- 1996 - Superliga brasiliana: Miglior Servizio
- 1997 - Superliga brasiliana: Miglior Difensore
- 1997 - Superliga brasiliana: Miglior Palleggiatore
- 1998 - Superliga brasiliana: MVP
- 1998 - Superliga brasiliana: Miglior Palleggiatore
- 2000 - Superliga brasiliana: MVP
- 2001 - Superliga brasiliana: Miglior Palleggiatore
- 2003 - Superliga brasiliana: Miglior Palleggiatore
- 2004 - Superliga brasiliana: MVP
- 2004 - Superliga brasiliana: Miglior Palleggiatore
- 2004 - World Grand Prix: Miglior palleggiatore
- 2005 - Superliga brasiliana: Miglior palleggiatore
- 2006 - Superliga brasiliana: Miglior palleggiatore
- 2007 - Coppa della Regina: Miglior palleggiatore